# Hacen Badi (métro d'Alger)
Hacen Badi est une station de la ligne 1 du métro d'Alger actuellement en travaux et qui doit être mise en service à l'horizon 2026.

## Caractéristiques

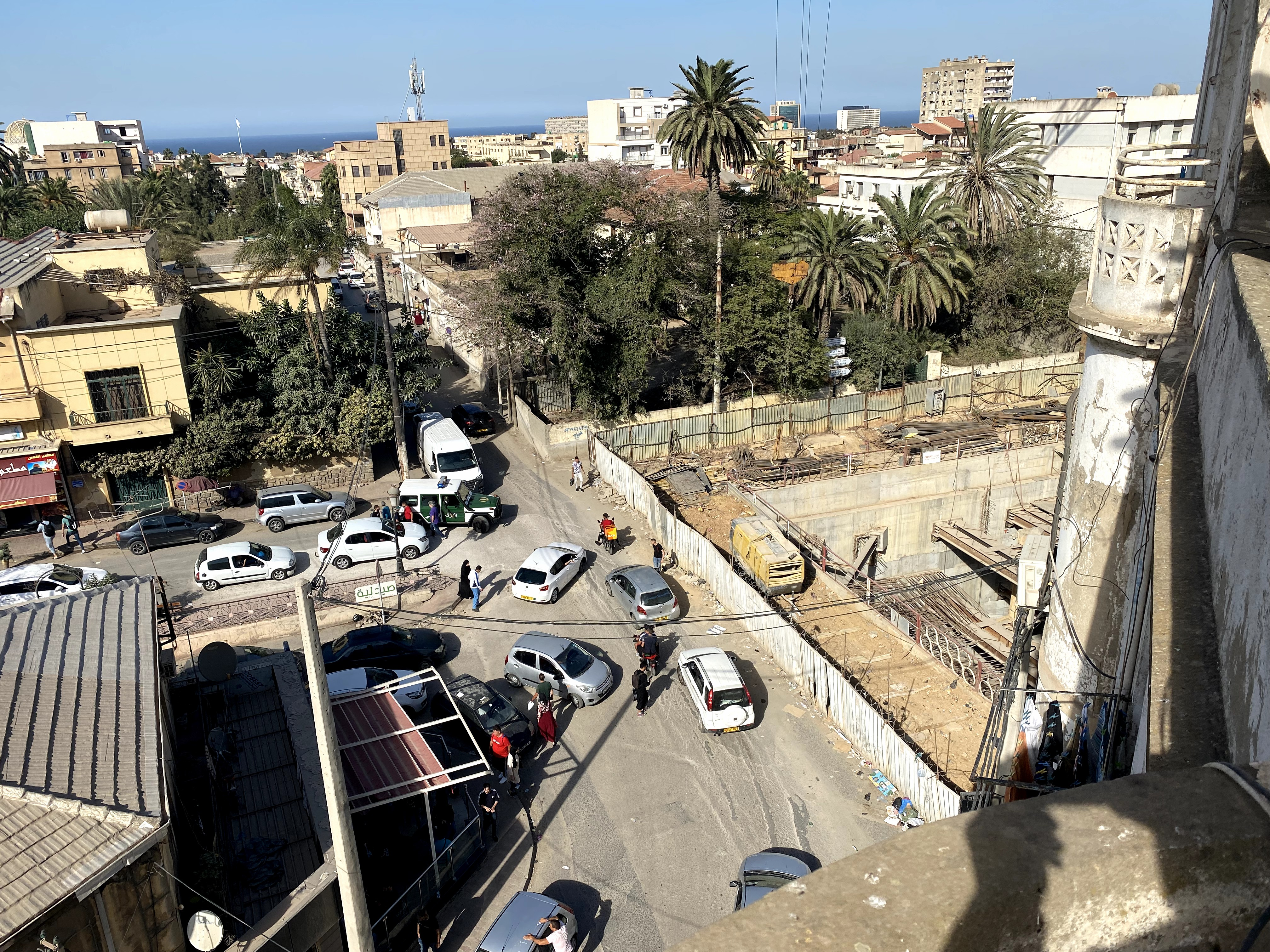
Vue sur le quartier Hacen Badi (Belfort) d'El Harrach et la future station de métro

La station est située au cœur du quartier Belfort d'El Harrach sous l'avenue Boualem Ghiboub.
Elle disposera de deux sorties et sera équipée d'un ascenseur pour personnes à mobilité réduite.

## Historique
La station fait partie de l'extension B1  de la ligne 1 du métro d'Alger dont les travaux ont débuté en 2015, .

## À proximité
- Quartier commercial Belfort
- Hôpital pédiatrique Hacen Badi
- École nationale supérieure agronomique
- Direction des impôts d'El Harrach
- Siège du Parti des travailleurs
- Prison d'El Harrach